# Prosopocera bothai
Prosopocera bothai là một loài bọ cánh cứng trong họ Cerambycidae.